# Émeringes
Émeringes ist eine französische Gemeinde mit 278 Einwohnern (1. Januar 2022) im Département Rhône in der Region Auvergne-Rhône-Alpes. Émeringes gehört zum Arrondissement Villefranche-sur-Saône und zum Kanton Belleville-en-Beaujolais (bis 2015: Kanton Beaujeu). Die Einwohner werden Émeringeons genannt.

## Geografie
Émeringes befindet sich etwa 20 Kilometer südwestlich von Mâcon und etwa 32 Kilometer nordnordwestlich von Villefranche-sur-Saône. An der südöstlichen Gemeindegrenze verläuft das Flüsschen Mauvaise, das zur Saône entwässert. Umgeben wird Émeringes von den Nachbargemeinden Jullié im Norden, Juliénas im Nordosten, Chénas im Osten, Fleurie im Süden und Südosten sowie Vauxrenard im Westen und Südwesten.

## Bevölkerungsentwicklung
| Jahr                       | 1962 | 1968 | 1975 | 1982 | 1990 | 1999 | 2006 | 2013 |
| Einwohner                  | 184  | 149  | 158  | 143  | 182  | 215  | 224  | 230  |
| Quellen: Cassini und INSEE |      |      |      |      |      |      |      |      |

## Sehenswürdigkeiten
- Kirche der Unbefleckten Empfängnis (Immaculée-Conception)